# Одарченко, Юрий Павлович
Ю́рий Па́влович Ода́рченко (1903—1960) — русский поэт, художник, дизайнер.

## Биография
Родился в семье банкира, в детстве часто бывал на Украине, где жил в отцовском имении. Эмигрировал в начале 1920-х во Францию, занимался интерьерным дизайном, в Париже владел мастерской по росписи тканей.
Сознательно избегал литературных знакомств и не входил ни в какие литературные объединения. Исключением стало участие Одарченко в качестве соредактора в выпуске литературного альманаха «Орион» (1947, совместно с Владимиром Смоленским и Анатолием Шайкевичем), где состоялся поэтический дебют самого Одарченко. При жизни выпустил единственный сборник стихотворений, «Денёк» (1949), встреченный большинством критиков с неприятием. Положительные рецензии Юрия Иваска и Георгия Иванова литературного успеха книге не прибавили.
Эстетика Одарченко наиболее близка незнакомым ему обэриутам; характерные её черты — сюрреализм, трагический гротеск, сюжеты, часто восходящие к детским считалочкам и «страшилкам». Как отмечал в своей рецензии Ю. Иваск: «Много, много уменьшительных, тоненькая невинная мелодия. И в каждой сказочке — сквознячок из небытия. Если это что-то напоминает, то очень отдаленно — блоковскую жуткую песенку „в голубой далекой спаленке“».
Мальчик смотрит, улыбаясь:

Ворон на суку.

А под ним висит, качаясь,

Кто-то на суку.
Одарченко покончил жизнь самоубийством, отравившись газом. Предположительной причиной самоубийства называют одиночество и душевную неприкаянность поэта, который при жизни был довольно нелюдим.
Стихи Одарченко носят подчёркнуто противоречивый характер, причем он изображает как повседневное, так и нереальное. В своих стихах, смысл которых часто проявляется или усиливается за счёт неожиданных концовок, он говорит о безднах, заключённых в человеческом существе. При этом его творчество пронизано предчувствием божественного правосудия.

## Сочинения
- Денёк. Paris, 1949.
- Стихи и проза / Подгот. текста и примеч. В. Бетаки; вступ. ст. К. Померанцева. Paris: La Presse Libre, 1983. 291 с. pdf Архивная копия от 4 марта 2016 на Wayback Machine
- Сочинения / Общ. ред, сост. и комм. С. В. Ивановой. М.; СПб.: Летний сад, 2001. 256 с. ISBN 5-94381-001-3
- Стихотворения / Сост., биогр. очерк и коммент. В. Орлова; статья А. Устинова. М.: Виртуальная галерея, 2020. 288 с.
- В январе 2023 года его стихотворение «Бедняк» вошло в музыкальный альбом «После России», посвященный поэтам «незамеченного поколения» первой волны российской эмиграции, в исполнении Хмыров[3].